# 麗塔海華絲與蕭山克監獄的救贖
《麗塔·海華絲與蕭山克監獄的救贖》（英語：Rita Hayworth and Shawshank Redemption）是美國小說家史蒂芬·金所發表的中篇小說，收錄於1982年的小說集《四季奇譚》裡。為電影《刺激1995》的原著。

## 劇情簡介
故事由一名拘留在蕭山克監獄的愛爾蘭人刑犯作由劇情的解說者，描述著他所認識的一名含冤入獄的囚犯「安迪·杜佛尼」如何在漫長的牢獄歲月裡，做出各種令人意想不到的奇行；以及在最後數十年來的日子中，如何躲過典獄長等人的監視下、逃離蕭山克監獄獲得他應得的自由。

## 電影改編
小說發表數年後由電影導演法蘭克·戴倫邦特改編為電影《刺激1995》上映。當時雖獲得1994年奧斯卡金像獎的多項提名卻未奪得任一獎項，之後則因發行錄影帶在影片出租市場上獲得觀眾的回響而名氣提升，並長年盤踞在網際網路電影資料庫由影迷評列最佳電影的首位。

## 與史蒂芬·金其它作品的關聯
- 《四季奇譚》的第二篇作品《納粹追兇》裡頭，該故事要角杜山德曾提及尚未入獄的安迪·杜佛尼曾為他作過股票理財服務。[2]
- 《四季奇譚》的第三篇作品；描述一群小孩尋找被火車撞死的屍體的故事《總要找到你》中，有著曾提及蕭山克監獄的對話。[3]
- 史蒂芬·金1991年的小說《必需品專賣店》中，同樣有著曾提及蕭山克監獄的對話。[4]
- 史蒂芬·金2010年的小說《暗夜无星》中的第四篇《美滿婚姻》，同樣有著曾提及蕭山克監獄的兩段對話。[5]
- 史蒂芬·金1986年的小說《牠》中，1958年理查德·麥克林因殺害四歲繼子而入獄，1964年自蕭山克監獄獲釋。